# Facultad de Derecho y Ciencias Políticas (Universidad Pontificia Bolivariana)

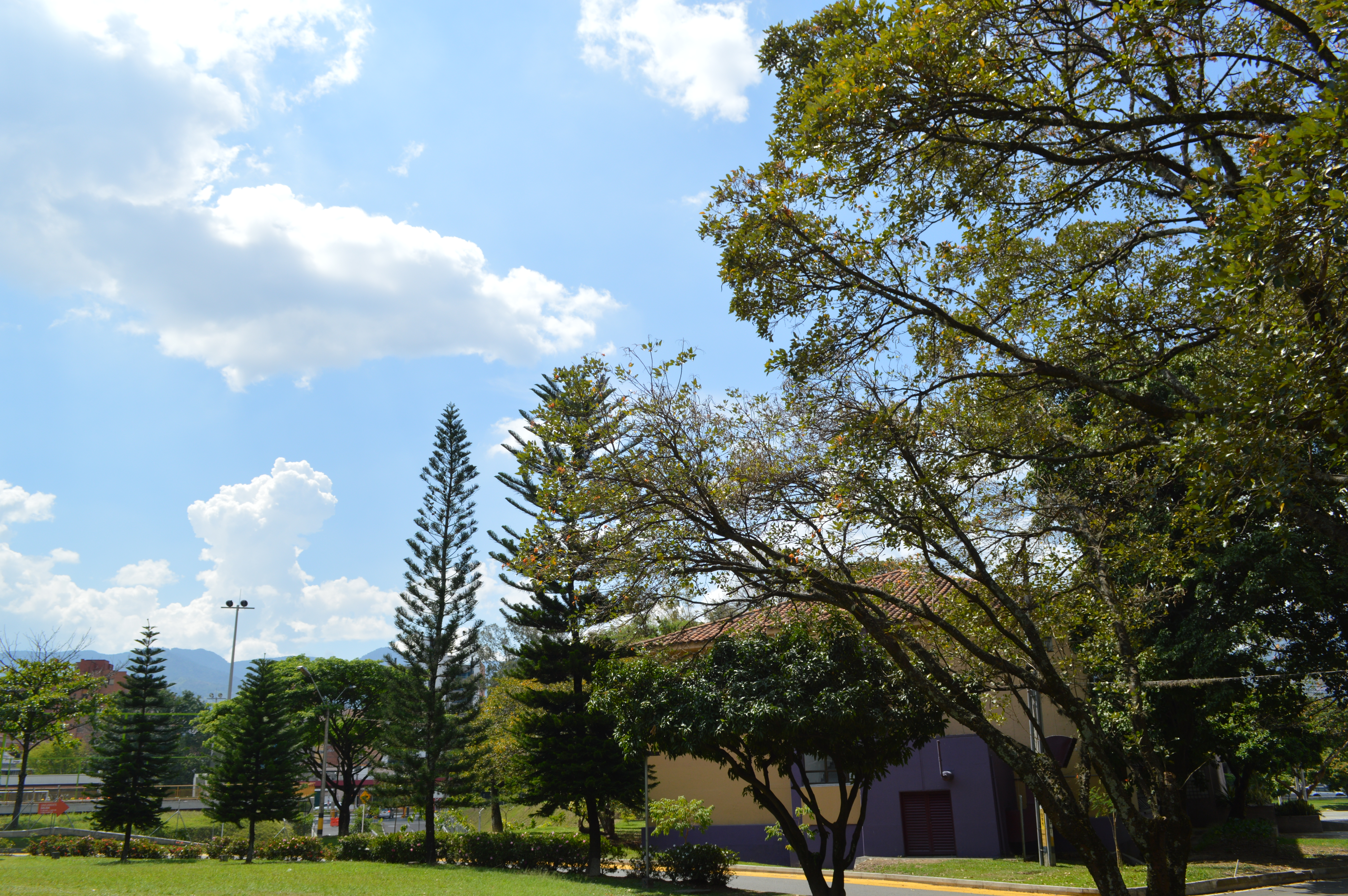
Escuela de Derecho y Ciencias Políticas UPB

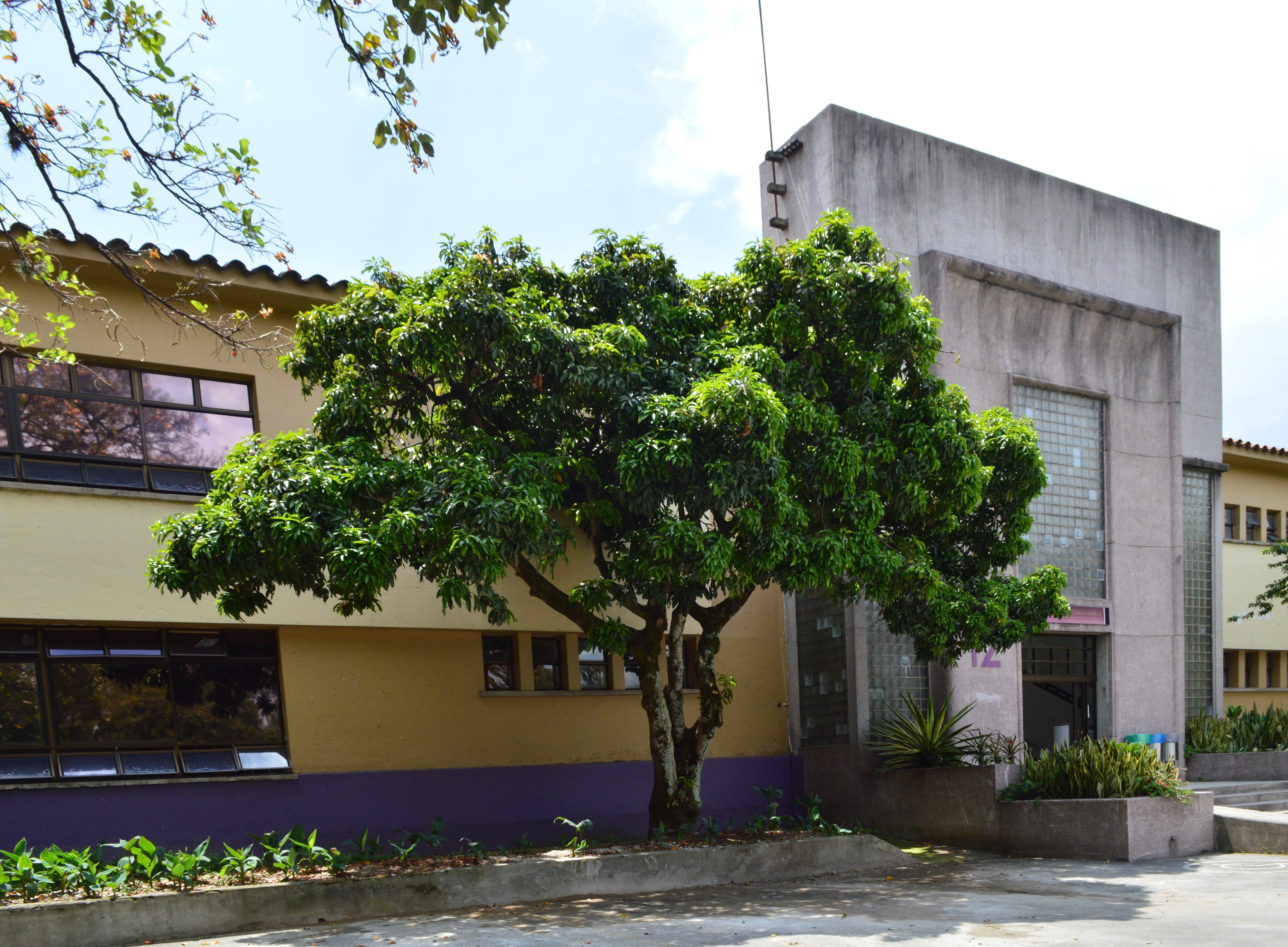
Fachada en granito (patrimonio histórico)

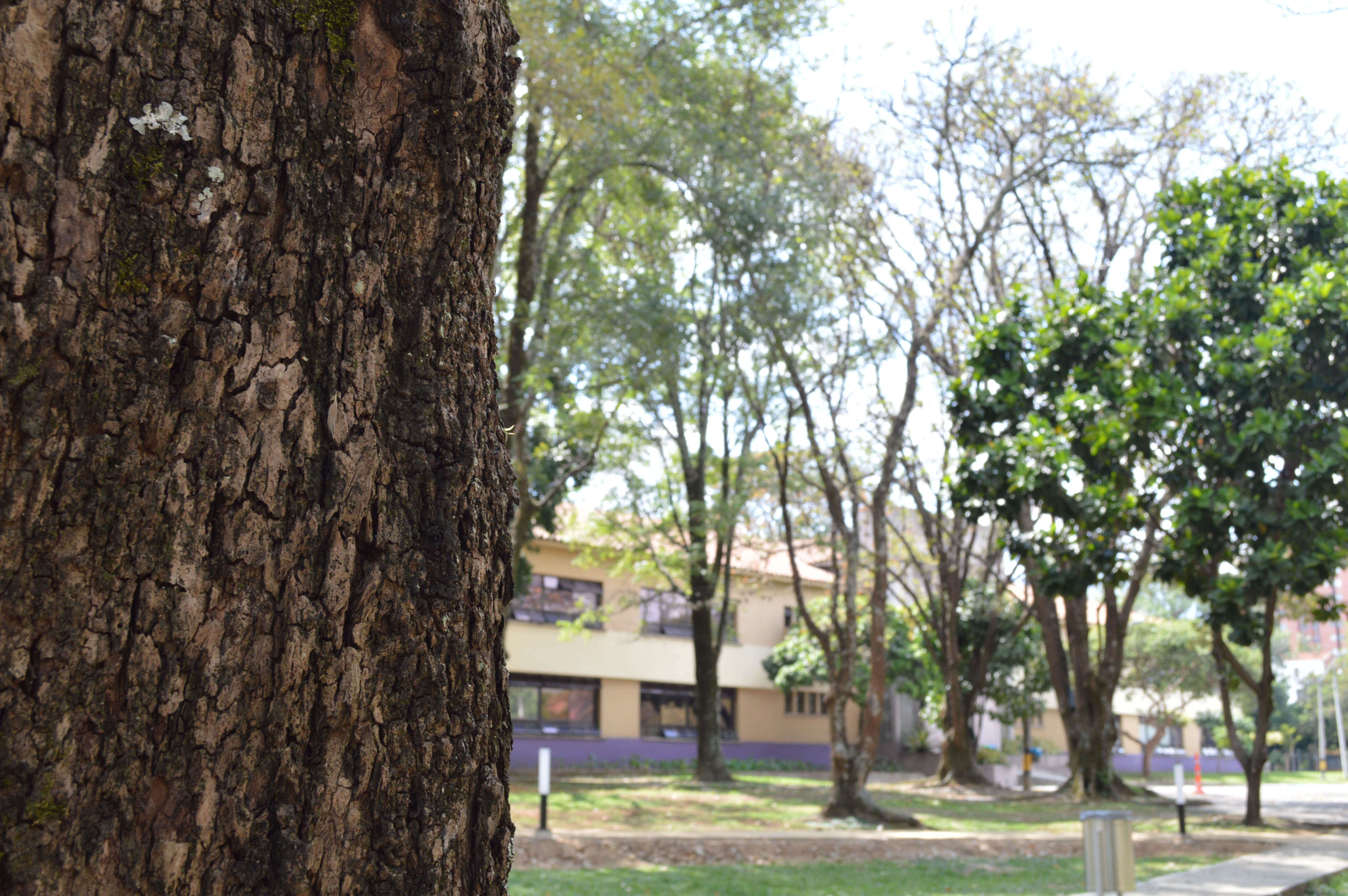
Entrada

La hoy Escuela de Derecho y Ciencias Políticas comenzó como Facultad de Derecho en 1936, siendo la facultad fundadora de la entonces llamada Universidad Católica Bolivariana (convertida en la década del 40 en Universidad Pontificia Bolivariana). Fue fundada en 1936, mediante decreto del entonces Arzobispo de Medellín, Tiberio de J. Salazar y Herrera, quien apoyó con ese acto a un grupo de 78 estudiantes (con algunos profesores) que reaccionaron a la hegemonía liberal que dominaba en la Universidad de Antioquia, que hasta entonces tenía la única facultad de derecho de Medellín. A la Escuela se encuentran adscritos el Consultorio Jurídico Pío XII, el  Centro de Conciliación y Arbitraje Darío Velásquez Gaviria y el  Centro de Propiedad Intelectual y del Conocimiento.

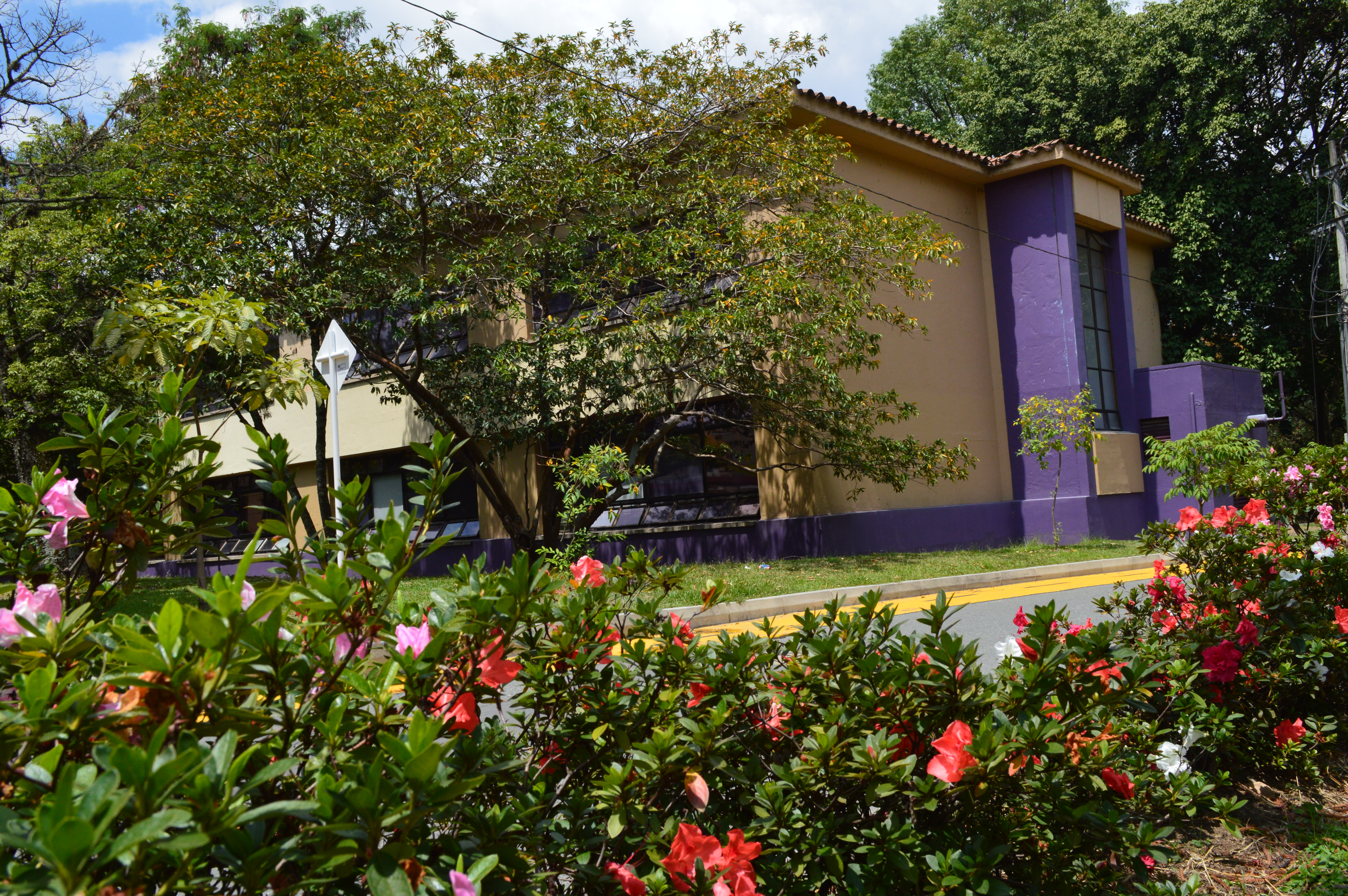
Ala occidental

En el año 2003 se convirtió en Escuela, como consecuencia de un proceso interno de la Universidad, que la llevaría a albergar dentro de cada Escuela, diferentes facultades y carreras. Fue así como se abrió el espacio para que naciera la carrera de Ciencias Políticas, que vio la luz en el año 2004 y cuyo director actualmente es Luis Guillermo Patiño.

Es una de las Facultades de Derecho del país que han recibido la Acreditación de Alta Calidad por parte del Ministerio de Educación Nacional.

## Instalaciones
La Facultad de Derecho (hoy Escuela de Derecho y Ciencias Políticas) ha trasegado por varias sedes en la ciudad de Medellín. Después de sus sedes iniciales en la primera mitad del siglo XX, funcionó en un tradicional edificio en la avenida La Playa, en el centro de Medellín. En 1993, una vez construido en el Campus de Laureles un edificio nuevo para el bachillerato del Colegio UPB, las directivas de la Universidad (en ese entonces el rector era Mons. Darío Múnera) decidieron trasladar la Facultad al Campus principal del barrio Laureles, al bloque 12, donde por años funcionó el bachillerato. El traslado se produjo a finales de ese año y desde 1994 el Bloque 12 es la sede de la Facultad de Derecho, aunque otras facultades y escuelas (como las de filosofía, economía, y el centro de idiomas) utilizan ocasionalmente sus aulas. 

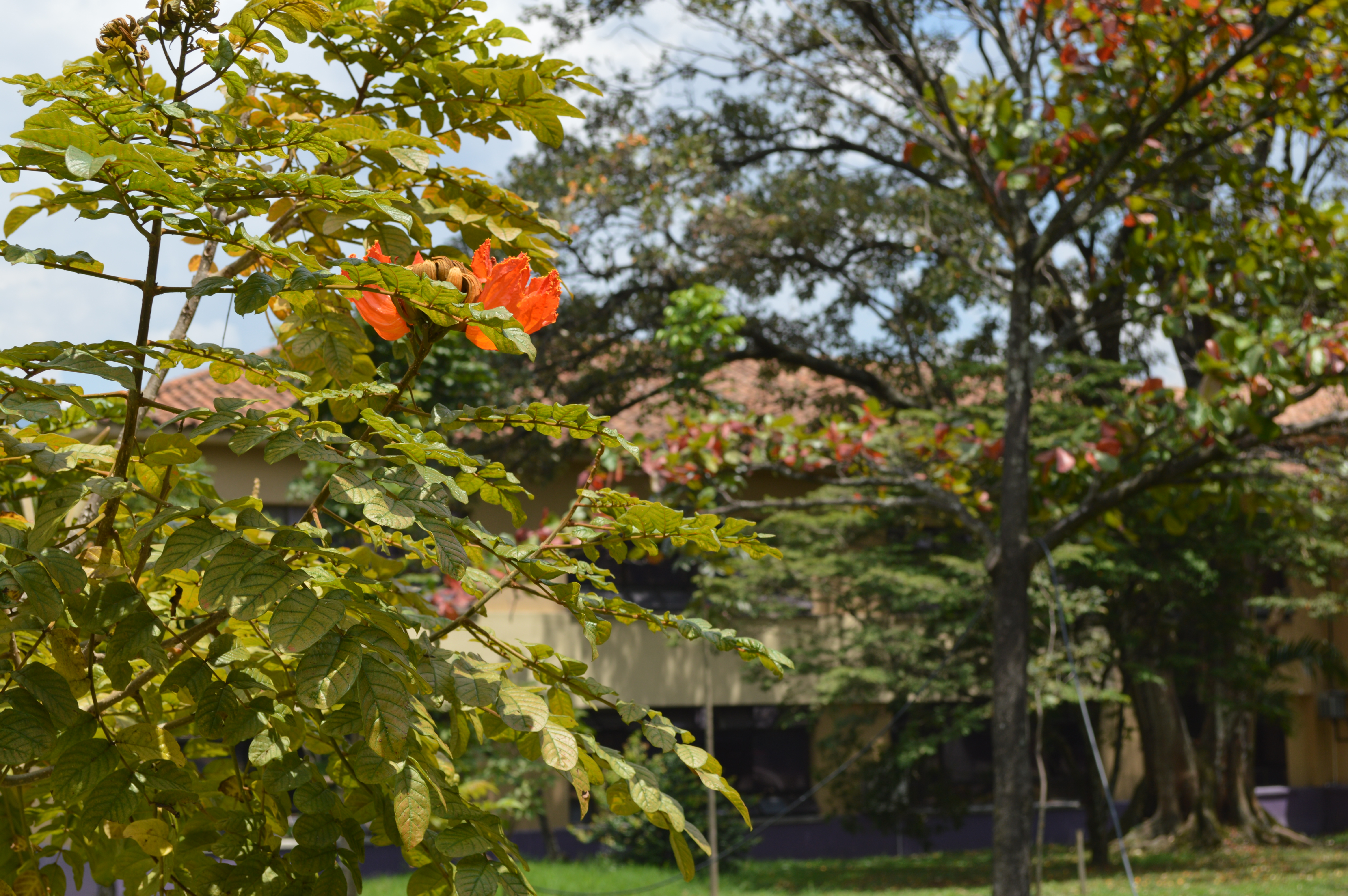
Zonas verdes traseras

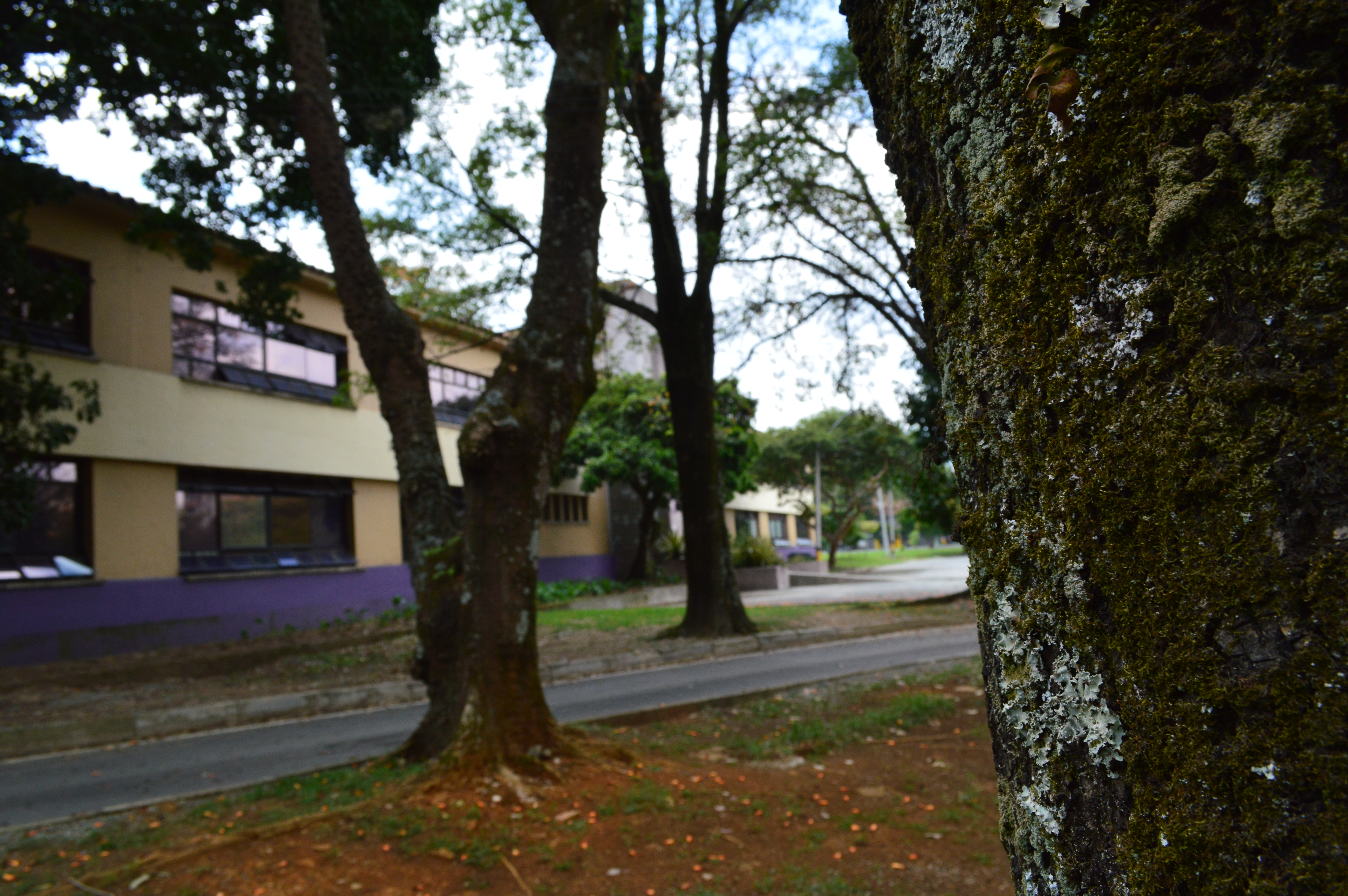
Zonas verdes laterales

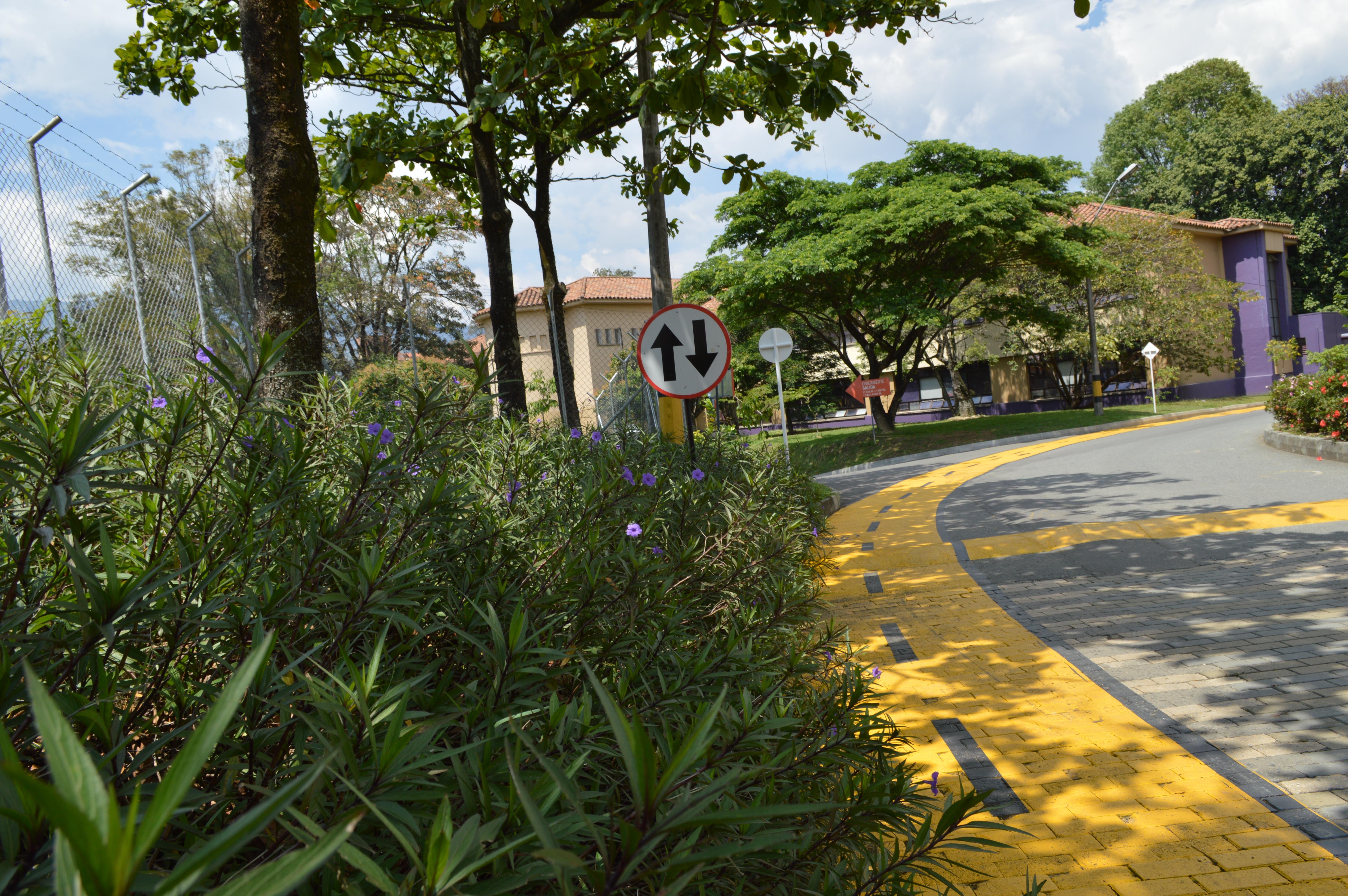
Ciclovía

El Bloque de Derecho es una construcción de dos pisos: en el primero se encuentran la Decanatura de la Escuela, la secretaría de Derecho, la oficina del capellán y la capilla, la sala de audiencias, algunas oficinas de profesores, la jefatura de Ciencias Políticas y el centro de fotocopiado, al igual que múltiples aulas y el aula "Otto Morales Benítez", nombrada así como homenaje a uno de los egresados ilustres. En el segundo piso se encuentran las oficinas de profesores, aulas y el importante Auditorio Guillermo Jaramillo Barrientos (nombrado así en homenaje a uno de sus primeros decanos) con capacidad para 126 personas, equipos de amplificación de sonido y aire acondicionado), donde se celebran la mayoría de los eventos académicos de la Escuela. Asimismo, el Bloque 12 tiene un amplio estacionamiento y se encuentra a pocos pasos de la Liberia Universitaria y de la cafetería.

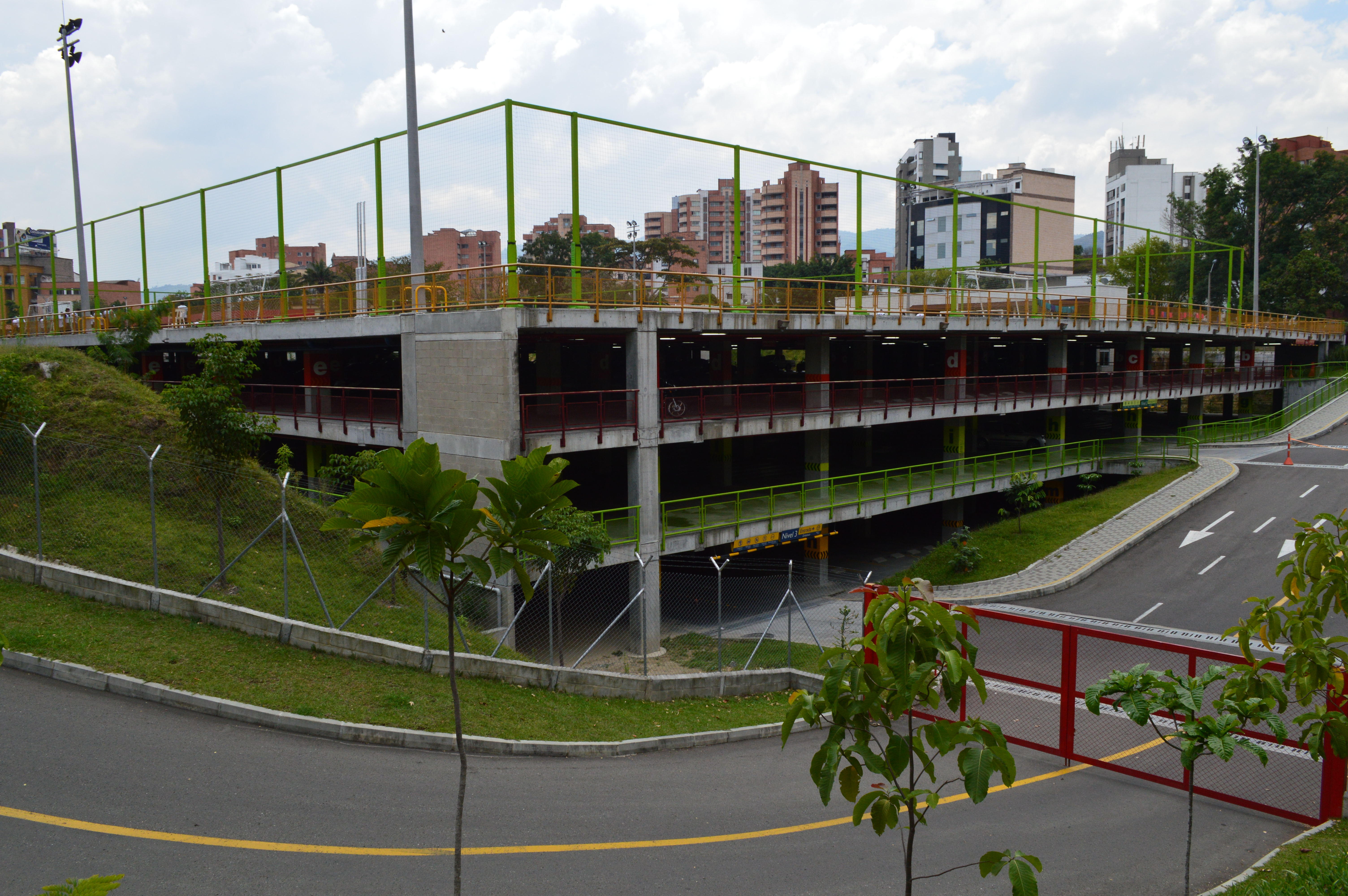
Parqueaderos

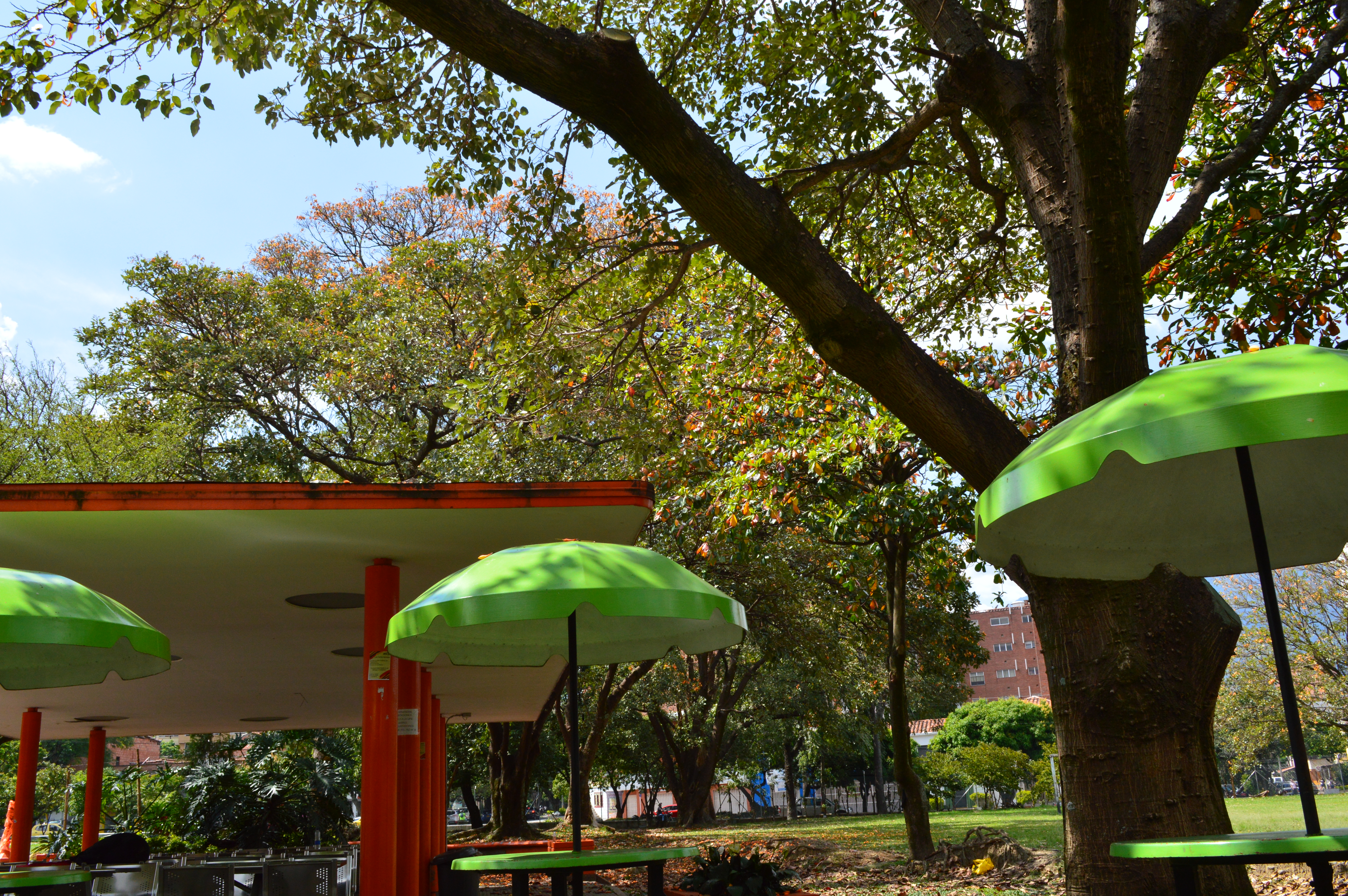
Restaurante y cafetería

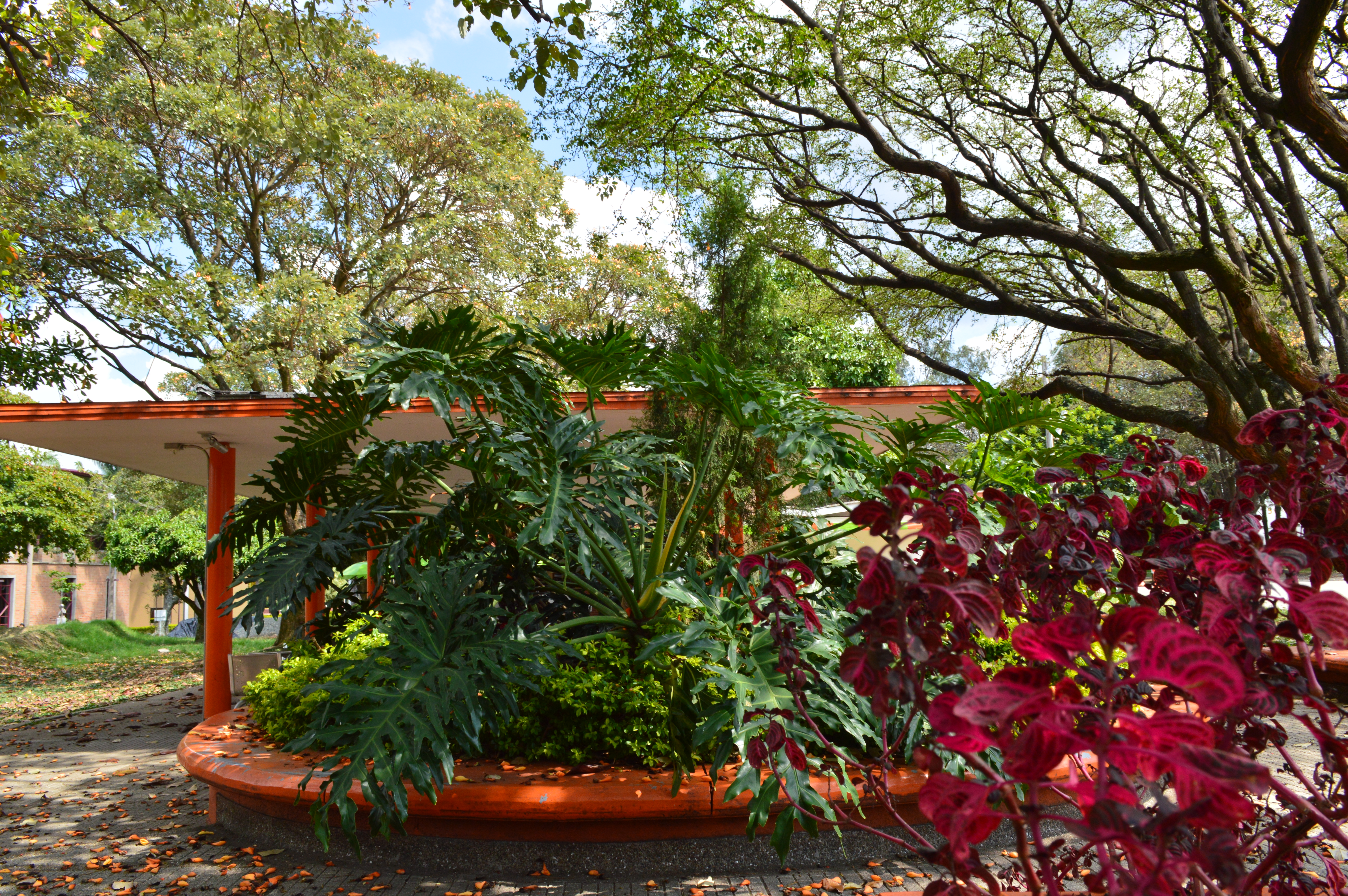
Zona verde de la cafetería

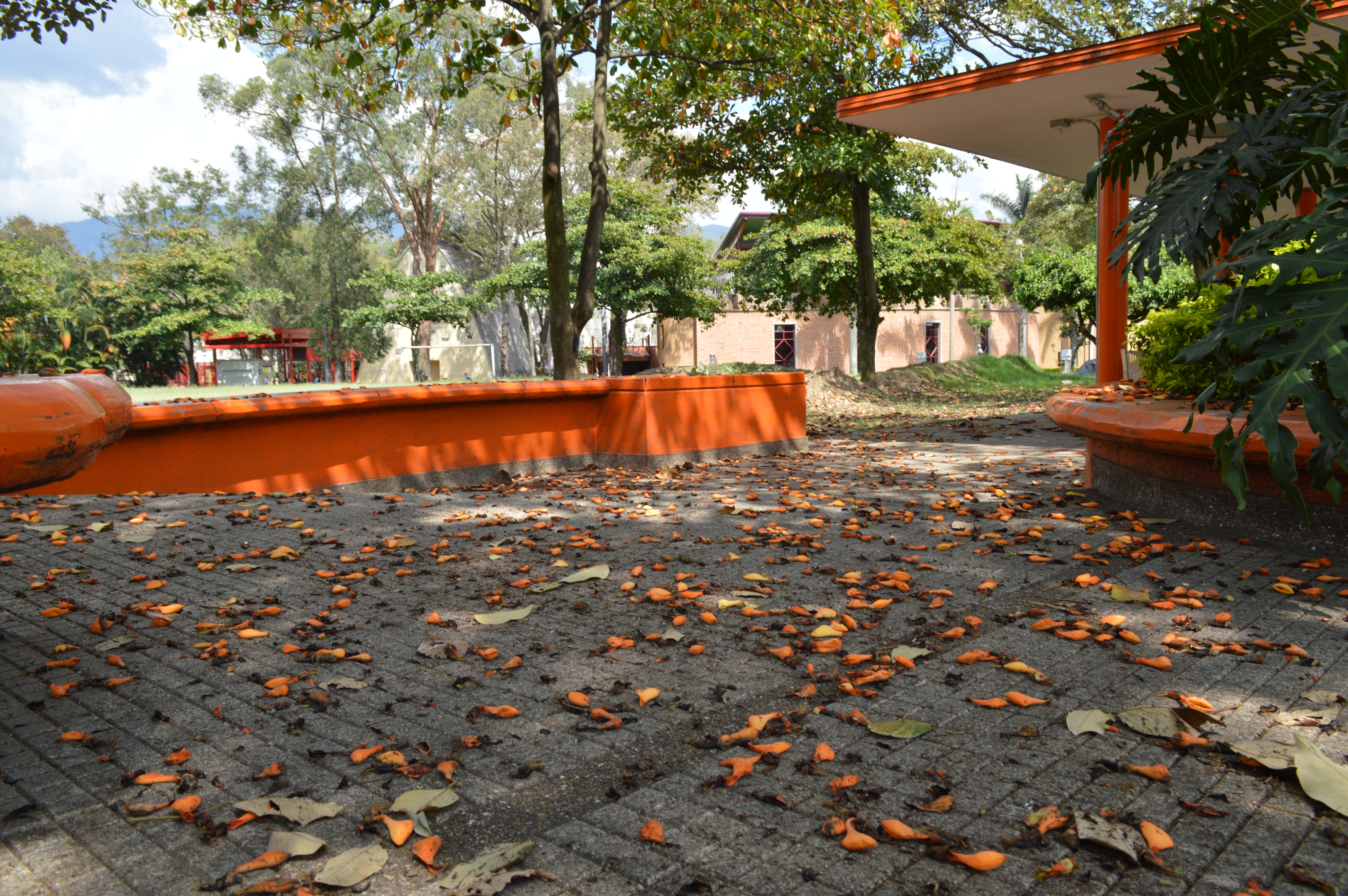
Zona verde de la cafetería

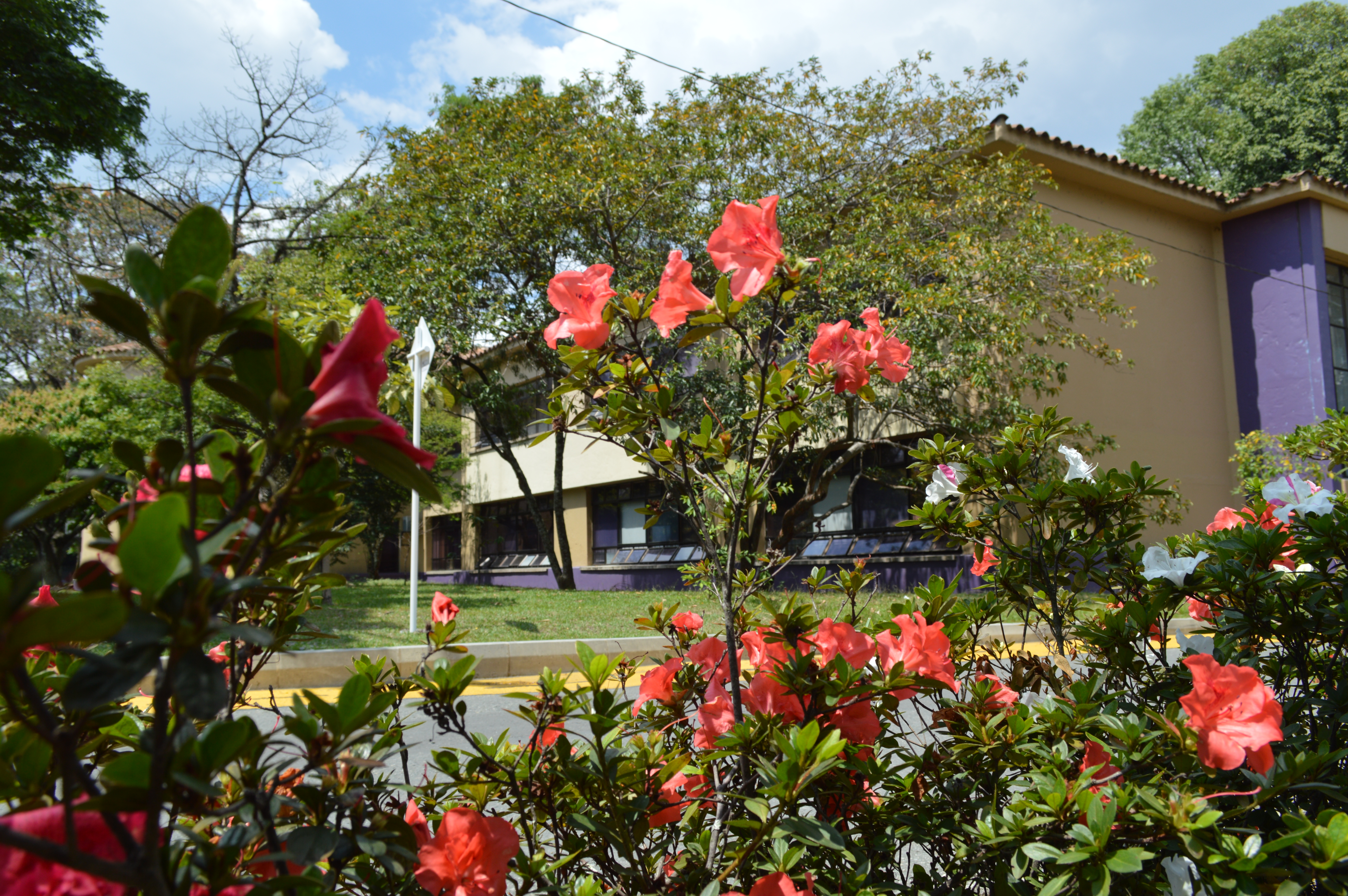
Ala occidental

En el año 2010 se inauguró el Bloque 22A de la Universidad, que es la nueva sede del Consultorio Jurídico Pío XII y del Centro de Conciliación y Arbitraje Darío Velásquez Gaviria (nombrado así en homenaje al ilustre egresado, quien era magistrado de la Corte Suprema de Justicia cuando fue asesinado en la toma del Palacio de Justicia en 1985); en el Bloque 9 se encuentra el Sistema de Formación Avanzada de la Escuela (posgrados), así como la sede del Centro de Propiedad Intelectual y del Conocimiento.

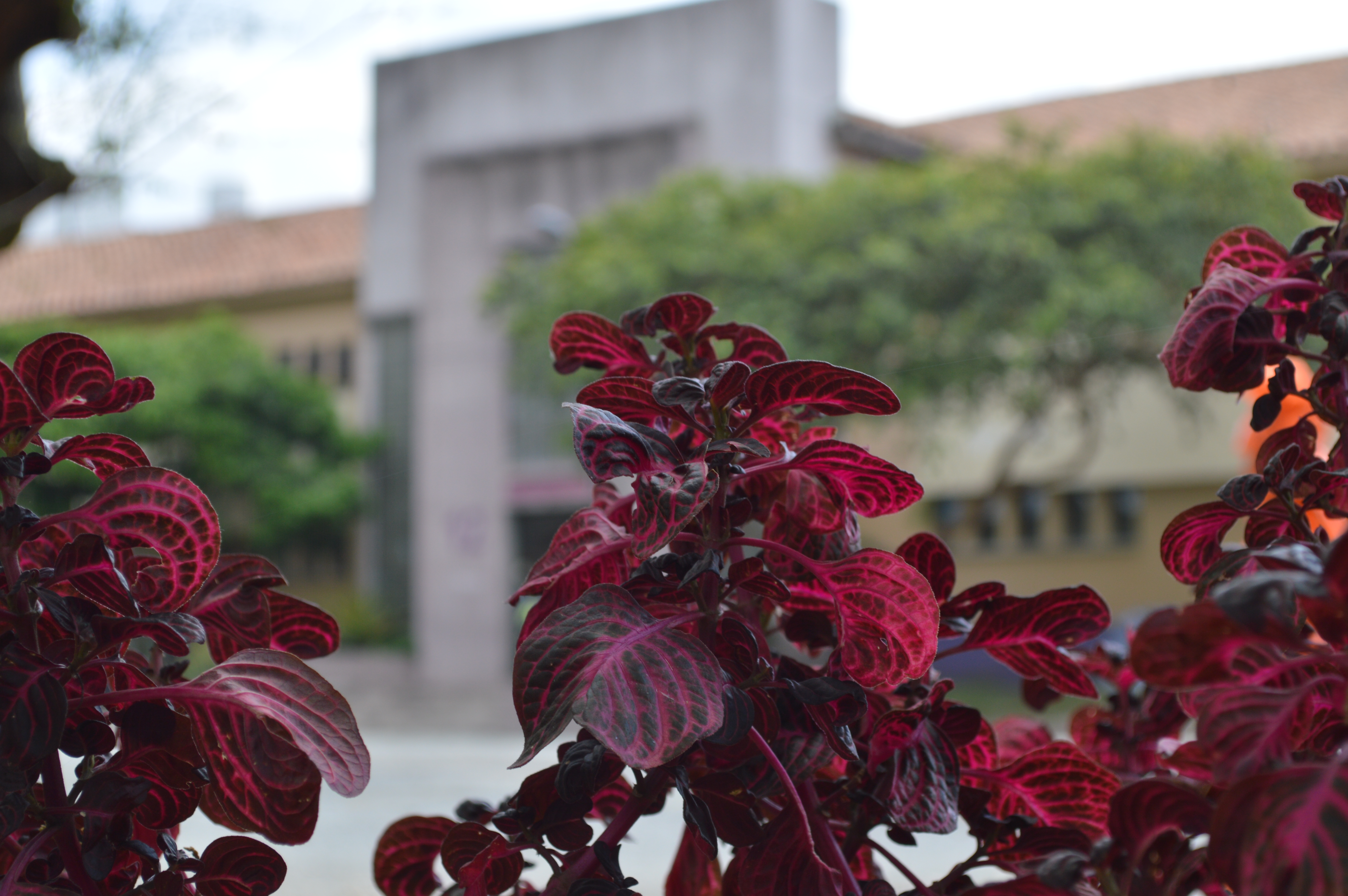
Color de la Escuela

## Programas académicos ofrecidos

### Pregrados
La Escuela ofrece dos programas en pregrado: 
- Derecho: que otorga el título de abogado (a). Es la carrera más antigua de la Universidad y la que más brillo le ha dado a la Escuela.
- Ciencia Política: que otorga el título de politólogo (a), carrera dirigida por el profesor Porfirio Cardona Restrepo. Se ofrece desde el año 2005.

### Posgrados
La Escuela de Derecho ofrece más de una decena de especializaciones, tres maestrías y un doctorado. 

#### Especializaciones
- Derecho Penal y Procesal Penal
- Derecho de Familia, Infancia y Adolescencia.
- Derecho del Trabajo y la Seguridad Social
- Derecho Administrativo
- Derecho Comercial
- Derecho Médico
- Derecho Privado
- Derecho Procesal
- Legislación Tributaria
- Derecho Financiero y del Mercado de Valores
- Responsabilidad Civil y Seguros
- Urbanístico e Inmobiliario

#### Maestrías
- Maestría en Derecho
- Maestría en Estudios Políticos
- Maestría en Bioética y Bioderecho
- Maestría en Gestión de la Propiedad Intelectual

#### Doctorado
- Doctorado en Estudios Políticos y Jurídicos

## Decanos
De conformidad con los estatutos generales, los decanos tienen un período de tres años y corresponde al Rector General decidir su renovación. 
Han sido sus decanos:
- Juan Evangelista Martínez (1936 - 1940)
- Guillermo Jaramillo Barrientos (1940 - 1962)
- Carlos Arango Hoyos (1962 - 1968)
- Darío Velásquez Gaviria (1968 - 1969)
- Eduardo Berrío González (1969 - 1970)
- Ignacio Moreno Peláez (1970 - 1972)
- Hernando Londoño Arango (1972 - 1975)
- Octavio Restrepo Yepes (1975)
- Jairo Escobar Padrón (1975 - 1976)
- Jorge Botero Ospina (1976 - 1979)
- William Fernando Yarce Maya (1979 - 1992)
- Jorge Parra Benítez (1992 - 1994)
- Mario Velásquez Sierra (1994 - 2000)
- Alfredo Tamayo Jaramillo (2000 - 2002)
- Jaime Arrubla Paucar (2002 - 2003)
- Luis Fernando Álvarez Jaramillo (2003 - 2006)
- Luis Fernando Uribe Restrepo (2006 - 2008)
- María Cristina Gómez Isaza (2008 - 2011)
- Juan Guillermo Jaramillo Díaz (2011 - 2013)
- Luis Fernando Álvarez Jaramillo (2013 - 2019)
- Jorge Octavio Ramírez (2020 - 2023)
- Jaime Arrubla Paucar (2023 - Actual)

## Profesores

### Fundadores
Monseñor Félix Henao Botero, Alfredo Cock A., Alfonso Restrepo M., Guillermo Jaramillo Barrientos, Eudoro González G., Nicolás Vélez B.,  José Manuel Mora Vásquez, Rafael Restrepo M., Francisco E. Tovar C., Manuel Restrepo J., David Córdoba Medina, Julio Enrique Botero M., Cayetano Betancur, Fernando Gómez Martínez, José M. Bernal B., Bernardo Echeverri V., Bernando Ceballos U., Gonzalo Restrepo Jaramillo, Juan Evangelista Martínez A. (primer decano).

### Profesores Fallecidos
Cayetano Betancur, Miguel Moreno Jaramillo, Alfonso García Isaza, Fernando Gómez Martínez, Carlos Arango Hoyos, Jaime Betancur Cuartas, Lucrecio Jaramillo Vélez, Jaime Tobón Obregón, Pbro. Javier Naranjo Villegas, Enrique Gaviria Gutiérrez, Jairo Escobar Padrón, Ignacio Moreno Peláez, David Córdoba Roca, Joaquín Londoño Ortiz, Rafael Restrepo Maya, José Luis López Jaramillo, Julio César Betancur, Álvaro Mora Ramírez, Conrado Giraldo Zuluaga, Gustavo Peláez Vargas, Juan de Dios Giraldo Suárez, Alberto Restrepo Arbeláez, Octavio Restrepo Yepes, Héctor Hoyos Rodríguez, Enrique Giraldo Zuluaga, David Córdoba Medina, Miguel Restrepo Rendón, Francisco Londoño Martínez, Eduardo Berrío González, Óscar Ochoa Zapata, Gonzalo Jiménez Gómez, Hernán Villegas Sierra, Mauricio Arango Duque, José Hoyos Muñoz, Ignacio Sanín Bernal, Carlos Alberto Jaramillo Restrepo.

### Profesores Actuales
Facultad de Derecho:
Con más de 100 profesores, entre docentes internos y de cátedra, en la Facultad de Derecho imparten sus clases: Rodrigo Uribe, Luis Gabriel Botero, Juan Carlos Mejía, Juan Luis Moreno Quijano, Juan Bernardo Tascón Ortiz,  Alfredo Tamayo Jaramillo, Jaime Arrubla Paucar, Héctor Jaime Betancur, Carlos Eduardo Ortiz Velásquez, Mateo Peláez, Bibiana Bernal,  Felipe Pineda,  Andrés Villegas, Juan Gonzalo Flórez, Juan Carlos Botero Campo, Luis Carlos De los Ríos, Tulio Elí Chinchilla, Holmedo Pelaéz Grisales, César Molina Saldarriaga, Néstor Raúl Londoño, Hernán David Valencia, Jorge Andrés Contreras, Daniel Franco, Andrés Felipe Duque Pedroza, Juan Antonio Gaviria, Cathalina Sánchez, Luis Fernando Álvarez Jaramillo, Francisco Gil, Aída Arango, Carolina Zuluaga, Francisco Acosta, Gloria Zapata, Aída Arango Correa, Luis Felipe Vivares Porras, Carlos Mario Molina Arrubla, Gonzalo Zambrano, Guillermo Cardona, John Jairo Acosta, Álvaro López Aristizábal, Enán Arrieta Burgos, Adriana Ruiz Gutiérrez, Aura Elena Cadavid,  Laura Moreno Restrepo, Martín Giovanny Orrego,  Martín Agudelo Ramírez, Juan Guillermo Usme, Santiago Sierra Ángulo,  Nicolás Henao Bernal, entre otros. 

Facultad de Ciencias Políticas:
José Olimpo Suárez Molano, Luis Guillermo Patiño Aristizábal, Olmer Alveiro Muñoz Sánchez, Ángela María Arbeláez Herrera, Juan Gonzalo Arboleda Arboleda, Pedro Luis Pemberthy, Porfirio Cardona Restrepo, Luz Zurama Pérez González, Gloria Amparo Espinosa Lugo, Wilberto Theran Lopera, Juan David Viveros Montoya, Luis Eduardo Vieco.

## Historia
Fundada en 1936, la Facultad de Derecho y Ciencias Políticas ha formado en sus aulas a personajes ilustres de la vida nacional. Inició labores en un local inmueble del sector de Guayaquil, en el centro de Medellín, de propiedad del industrial Alejandro Ángel Escobar, quien lo cedió gratuitamente al grupo de profesores y estudiantes de Derecho que, sintiéndose perseguidos en sus creencias religiosas en la Universidad de Antioquia durante la hegemonía liberal, acudieron al arzobispo de la ciudad para que les ayudara en su deseo de fundar una universidad católica. Contaron con el beneplácito del Arzobispo de Medellín, Monseñor Tiberio de J. Salazar y Herrera por cuyo decreto, el 15 de septiembre de 1936, surgió la primera universidad privada del Departamento de Antioquia, la Católica Bolivariana, con un único programa de formación profesional: Derecho. En 1937 recibiría del Ministerio de Educación su reconocimiento oficial. Más de cuatro décadas pasaron, hasta que en 1983 En 1983 se abrieron en la Bolivariana los primeros programas de posgrado de la ciudad: en Derecho Administrativo, Derecho Comercial y Derecho del Trabajo y la Seguridad Social. 
Entre sus fundadores se encontraban, además de Mons. Tiberio Salazar y Herrera y Mons. Manuel José Sierra (primer rector), el senador, representante a la Cámara y alcalde de Medellín y varias veces ministro, José María Bernal, Manuel J. Betancur, Julio Botero Mejía, el senador y magistrado Alfredo Cock Arango, el político y periodista Fernando Gómez Martínez, el político Guillermo Jaramillo Barrientos, el exrector de la Universidad de Antioquia José Manuel Mora, el político Alfonso Restrepo Moreno, el industrial y profesor Gonzalo Restrepo Jaramillo, el intelectual Cayetano Betancur y alumnos como el millonario y filántropo Alejandro Ángel Escobar (quien ya era profesional al matricularse, y luego concluyó sus estudios en Bogotá), el profesor y político José Luis Aramburo Arango, el intelectual y ministro de Educación Abel Naranjo Villegas, el tratadista de derecho de seguros Efrén Ossa Gómez, Francisco Cardona Ramírez, Guillermo Echeverri Restrepo, Gabriel Pérez Roldán, entre otros. En 2009, el programa recibió su primera acreditación de alta calidad por parte del Ministerio de Educación Nacional. 
Numerosos egresados y profesores suyos han sido ministros de Estado, embajadores ante gobiernos extranjeros y magistrados de las altas cortes, así como destacados dirigentes políticos de todas las tendencias, lo que demuestra la universalidad del pensamiento de los bolivarianos. 
En su historia reciente, puede destacarse su notable desempeño en las pruebas de Estado para estudiantes de último año (ECAES), particularmente en los años 2002 y 2004 en los que los hoy abogados Henry Solano Vélez y Lina Marcela Hoyos obtuvieron el primer lugar, respectivamente. También en las pruebas de los años 2009 y 2013 la Facultad obtuvo un desempeño destacado, pues los egresados Jorge Contreras y Amalia Escobar Restrepo ocuparon, nuevamente,  el primer lugar en los exámenes SABER PRO de Derecho en todo el país, . En ninguna de las versiones ha tenido un resultado por fuera de los lugares de privilegio.

## Egresados ilustres

### Presidentes de la República
Uno de los más ilustres egresados de esta facultad es Belisario Betancur Cuartas, dirigente del Partido Conservador Colombiano, quien ejerció la Presidencia de República de Colombia entre los años 1982 y 1986, tras derrotar en las elecciones al candidato del Partido Liberal, Alfonso López Michelsen.

### Magistrados de la Corte Suprema de Justicia

#### Egresados
- Fernando Uribe Restrepo (Sala Laboral)
- Enrique Giraldo Zuluaga (Sala Civil)
- Fanny González Franco (Sala Laboral, primera mujer en esa Corporación, fallecida en la toma del Palacio de Justicia de 1985).
- Darío Velásquez Gaviria (Sala Penal, fallecido en la toma del Palacio de Justicia)
- Guillermo Duque Ruiz (Sala penal)
- Edgar Saavedra Rojas (Sala penal)
- Jaime Arrubla Paucar (Sala Civil). Presidente de esta Corporación (2009- ).
- Jorge Aníbal Gómez Gallego (Sala Penal)
- Javier Tamayo Jaramillo (Sala Civil).
- Luis Gonzalo Toro Correa (Sala Laboral)
- Carlos Ernesto Molina Monsalve (Sala Laboral)
- Iván Velásquez Gómez (Sala Penal, Magistrado auxiliar)
- Carlos Eduardo Mejía Escobar (Sala Penal)

#### Profesores (no egresados de la Facultad)
- Juan Evangelista Martínez
- Miguel Moreno Jaramillo
- José Fernando Ramírez Gómez (profesor, Sala Civil)
- Jesús Vallejo Mejía (profesor, sala Constitucional)
- Jorge Mauricio Burgos Ruiz (egresado de posgrado y profesor, Sala Laboral)

#### Conjueces
- Jorge Parra Benítez (egresado, exdecano y exprofesor de Pregrado y profesor de Posgrado), lo ha sido de la Sala Civil.
- Guillermo Montoya Pérez (egresado de posgrado y exprofesor) lo ha sido de la Sala Civil.
- Luis Fernando Álvarez Jaramillo (egresado, profesor y decano), de la Sala Constitucional.
- Ricardo Posada Maya, de la Sala Penal.
- Alfonso Cadavid Quintero, de la Sala Penal.
- Ricardo Echavarría Ramírez, de la Sala Especial de Instrucción.

### Magistrados del Consejo de Estado

#### Egresados
- Lucrecio Jaramillo Vélez (Sala de lo Contencioso Administrativo)
- Jaime Betancur Cuartas (Sala de lo Contencioso Administrativo)
- Humberto Cárdenas Gómez (Sala de lo Contencioso Administrativo, Sección Segunda)
- Carlos Aníbal Restrepo Saldarriaga (Sala de lo Contencioso Administrativo, Sección Segunda)
- Luis Fernando Álvarez Jaramillo (Sala de Consulta y Servicio Civil - Presidente de la Corporación en 2010)
- Juan Ángel Palacio Hincapié (Sala de lo Contencioso Administrativo, Sección Cuarta)
- Enrique Gil Botero (egresado de posgrado y profesor), en la Sala de lo Contencioso Administrativo, Sección Tercera)
- Marco Antonio Velilla Moreno (Sala de lo Contencioso Administrativo, Sección Primera)
- Susana Buitrago Valencia (Sala de lo Contencioso Administrativo, Sección Quinta)
- Jorge Octavio Ramírez (Sala de lo Contencioso Administrativo, Sección Cuarta)
- Gloria María Gómez Montoya (Sala de lo Contencioso Administrativo, Sección Quinta)

#### Profesores (no egresados de la Facultad)
- Ricardo Hoyos Duque (profesor de posgrado; Sala de lo Contencioso Administrativo, Sección Tercera)

### Magistrados del Consejo Superior de la Judicatura
- Néstor Raúl Correa Henao (Sala Administrativa)

### Magistrados de la Corte Constitucional
Lina Marcela Escobar Martínez 
Varios egresados y profesores bolivarianos han sido incluidos en ternas para elección de magistrados. 
En la primera conformación de la Corte, el exmagistrado de la Corte Suprema y egresado bolivariano Fernando Uribe Restrepo fue incluido por el presidente César Gaviria Trujillo en una de las ternas. En 1993, el profesor Jesús Vallejo Mejía hizo parte, con Ciro Angarita Barón, de la terna propuesta por el entonces presidente César Gaviria Trujillo que llevó a la magistratura constitucional a Hernando Herrera Vergara.
También en 1993, el egresado, profesor y exdecano Jairo Escobar Padrón hizo parte, con Pedro Angulo Charria, de la terna conformada por la Corte Suprema de Justicia que llevó a la magistratura a Fabio Morón Díaz. En ese año, fue nombrado también como magistrado Vladimiro Naranjo Mesa, quien era egresado de la Universidad del Rosario, pero había comenzado sus estudios en la Bolivariana.
En el año 1999, los profesores Jaime Arrubla Paucar (egresado de pregrado y posgrado, y profesor, años después decano, y luego elegido magistrado de la Corte Suprema de Justicia) y nuevamente Jesús Vallejo Mejía (profesor y a su vez exmagistrado de la Corte Suprema), acompañaron en la terna presentada por el presidente Andrés Pastrana al jurista Álvaro Tafur Galvis, quien a la postre fue elegido magistrado. 
En el año 2007, los abogados bolivarianos Mauricio Velásquez Fernández y Beatriz Arango Orozco (egresada y ex vicerrectora de la Universidad), fueron incluidos por el presidente Álvaro Uribe en la terna que llevó a la alta magistratura al rosarista Mauricio González Cuervo. 
En 2008, el egresado y profesor bolivariano Javier Tamayo Jaramillo, exmagistrado de la Corte Suprema de Justicia, hizo parte, con Dora Consuelo Benítez, de la terna propuesta al Senado por la Corte Suprema, y de la que resultó elegido el magistrado Luis Ernesto Vargas Silva como miembro de la Corte Constitucional. 
Asimismo, el profesor Luis Fernando Álvarez Jaramillo (algunos años después nombrado Consejero de Estado) ha sido conjuez de esa Corte, tal como lo fuera antes de 1991, de la Sala Constitucional de la Corte Suprema de Justicia. El profesor Álvarez Jaramillo y el profesor Luis Fernando Uribe Restrepo, también exdecano, presentaron sus nombres a la convocatoria pública que la Presidencia de Juan Manuel Santos hizo en febrero de 2017 para integrar dos ternas, de las que el Senado debía elegir el reemplazo de los magistrados María Victoria Calle y Jorge Pretelt Chaljub, pero ninguno de ellos fue elegido.
En la convocatoria que hizo el Consejo de Estado para conformar la terna de la que saldrá el reemplazo del magistrado Luis Guillermo Guerrero, aparecieron los nombres de la exdecana María Cristina Gómez, el egresado y exprofesor Julio Enrique González Villa y del egresado y profesor de la Universidad Nacional David Roll Vélez.

### Fiscales Generales de la Nación
En la existencia de la Fiscalía General de la Nación (desde 1991), ningún bolivariano ha sido elegido. Sin embargo, en las ternas del año 2009 para elegir el reemplazo de Mario Iguarán, el presidente Álvaro Uribe Vélez incluyó a varios egresados y antiguos profesores de esta casa de estudios. En la terna inicial, además del rosarista Camilo Ospina Bernal y de Virginia Betancur, abogada de la Universidad de Antioquia, estuvo el exconsejero de Estado Juan Ángel Palacio Hincapié, egresado y profesor bolivariano, quien renunció a la postulación con ocasión de la polémica generada con la supuesta inviabilidad de la terna. Al recomponer la misma, el presidente Uribe incluyó a otro bolivariano, contemporáneo del anterior y también consejero de Estado, el también egresado y profesor Marco Antonio Velilla Moreno.
En mayo de 2010 renunció el candidato Camilo Ospina Bernal, y fue reemplazado por el también bolivariano Jorge Aníbal Gómez Gallego, exmagistrado de la Corte Suprema, siendo la primera vez en la que dos egresados de esta universidad integran una terna para el alto cargo. No obstante ello, en noviembre de 2010 el presidente Juan Manuel Santos reemplazó la terna conformada por Velilla, Gómez y la jurista barranquillera Margarita Cabello, y en su lugar nombró la terna conformada por Juan Carlos Esguerra Portocarrero, Carlos Gustavo Arrieta Padilla y Viviane Morales Hoyos -todos egresados de universidades bogotanas- de la cual resultó elegida la última como fiscal general de la Nación.

### Egresados destacados en distintos ámbitos

#### En la academia, la educación y las humanidades
En el campo de la educación, se destacan varios egresados como fundadores, rectores y decanos de prestigiosas universidades: en primer lugar, el iusfilósofo Cayetano Betancur (1910-1982) (profesor fundador de la universidad), quien fue uno de los fundadores de la Universidad Jorge Tadeo Lozano, de Bogotá, primer decano del Instituto de Filosofía de la Universidad Nacional de Colombia y miembro de la Academia Colombiana de la Lengua; el jurista, ensayista y filósofo René Uribe Ferrer (1918-1984), quien fuera miembro de las Academias Colombianas de la Lengua y de Jurisprudencia (y es padre, además, del profesor de derecho societario y egresado también, Rodrigo Uribe López); el primer decano, quien lo fue también de la Facultad de Derecho de la Universidad de Antioquia y magistrado de la Corte Suprema, Juan Evangelista Martínez; el humanista y exrector de las universidades de Antioquia y Pedagógica de Colombia, novelista y empresario de la radio y la televisión Jaime Sanín Echeverry (1922-2008) (quien es padre, además, de la varias veces ministra y diplomática Noemí Sanín); y el fundador, exalcalde, exparlamentario, exmagistrado del Consejo Electoral y exrector de la Universidad La Gran Colombia, José Luis Aramburo Arango (1913-1994) (quien además fue profesor de derecho minero). También el romanista, exrector de la Universidad de Antioquia y consejero de Estado, Lucrecio Jaramillo Vélez (fallecido en 1972); el senador, embajador, ministro de Educación y rector de la Universidad Nacional de Colombia (1954) y decano de su facultad de derecho (1963-1971), fundador de la Universidad de los Andes, miembro de las Academias Colombianas de la Lengua, de Historia y de Jurisprudencia, iusfilósofo y profesor de varias universidades, Abel Naranjo Villegas (1910-1992)(quien es, además, padre de Vladimiro Naranjo Mesa, uno de los primeros magistrados de la Corte Constitucional); y el industrial y político Juan Gonzalo Restrepo Londoño, uno de los fundadores de la Universidad Eafit. También han dirigido universidades el exrector de la Universidad de la Sabana y exdecano de su Facultad de Derecho, Obdulio Velásquez Posada; el exdecano de la Facultad de Derecho de la Universidad de Antioquia, Luis Gabriel Botero Peláez; el exministro de cultura y exrector de la Universidad Eafit, Juan Luis Mejía Arango (miembro de la Academia Colombiana de la Lengua); igualmente, el exprofesor de Derecho canónico Luis Fernando Rodríguez Velásquez, quien después de ser capellán de la Facultad de Derecho fue nombrado rector de la Universidad por dos períodos consecutivos y la exdecana María Cristina Gómez Isaza, quien fue directora de la Escuela Judicial "Rodrigo Lara Bonilla". También es egresada de esta facultad la rectora de la Fundación Universitaria San Martín (y antes profesora de la Pontificia Universidad Javeriana), Lina Marcela Escobar. 
En este grupo debe incluirse al conocido gestor y periodista cultural (uno de los críticos musicales y de cine más respetados de Colombia) Bernardo Hoyos Pérez. También son egresados de esta facultad el exdecano de Economía de la Universidad de Medellín y exjefe de gabinete de la OEA, José Luis Restrepo Vélez; el autor de numerosos libros en materia de derecho mercantil y miembro de la Academia Colombiana de Jurisprudencia Rodrigo Puyo Vasco; el profesor Jorge Parra Benítez, profesor de varias universidades y autor de numerosos libros de derecho civil y procesal civil; el profesor Raúl Humberto Ochoa, autor de diversas obras de derecho civil y director por muchos años de "Estudios de Derecho", la revista jurídica más antigua del país; el exdecano de la Facultad de Derecho de la Universidad Católica de Oriente César Augusto Otálvaro Sánchez; el director del departamento de derecho penal de la Universidad de Los Andes, Ricardo Posada Maya; el exdecano de la Facultad de Derecho de la Universidad Cooperativa de Colombia, Andrés Felipe Uribe Corrales; los profesores de la Universidad Nacional de Colombia David Roll Vélez y Mauricio García-Villegas (quien además obtuvo en 2018 el Premio Nacional de Periodismo Simón Bolívar, a la mejor columna de opinión), el profesor de la Escuela de Estudios Superiores de Comercio (HEC) de París, David Restrepo-Amariles, el director del departamento de Derecho de la Universidad Eafit Antonio Barboza y el director del Departamento de Derecho Económico de la Pontificia Universidad Javeriana Carlos Andrés Uribe Piedrahíta.

#### En la política

##### Ministros
Se destacan el fundador Fernando Gómez Martínez (ministro de Relaciones Exteriores); el ex decano Eduardo Berrío González, quien fuera ministro de Agricultura; Abel Naranjo Villegas (ministro de Educación 1959-1960, en el segundo gobierno de Alberto Lleras); Otto Morales Benítez (Ministro de Agricultura y de Trabajo en el gobierno de Alberto Lleras Camargo); Juan Gonzalo Restrepo Londoño (Ministro de Trabajo de Alfonso López Michelsen); Armando Estrada Villa (Ministro del Interior en el gobierno de Andrés Pastrana); Juan Luis Mejía Arango (Ministro de Cultura en el gobierno de Andrés Pastrana); Ramiro Valencia Cossio (Ministro de Minas y Energía de Andrés Pastrana, también exgobernador de Antioquia); Rubiel Valencia Cossio (Ministro de Minas y Petróleos), y el egresado de posgrado y profesor Enrique Gil Botero (Ministro de Justicia de Juan Manuel Santos). El ex embajador en Argentina y canciller del gobierno de Álvaro Uribe, Jaime Bermúdez Merizalde, comenzó sus estudios en la facultad y los terminó en la Universidad de Los Andes.

##### Senadores
Por la cámara alta de la rama legislativa han pasado los egresados Guillermo Vélez Urreta, Hernán Villegas Ramírez (también fue concejal, diputado y embajador plenipotenciario ante la OIT), Otto Morales Benítez, Estanislao Posada Vélez, Juan Gonzalo Restrepo Londoño, Aníbal Vallejo Álvarez, Abel Naranjo Villegas, Luis Fernando Velásquez Restrepo, Oscar Peña Alzate (quien también fue diputado a la Asamblea de Antioquia y representante a la Cámara), Piedad Córdoba, Jorge Enrique Vélez, Ramiro Piedrahíta Restrepo y Alfredo Ramos Maya, quien luego aspiró a la Alcaldía de Medellín y fue concejal de Medellín.

##### Representantes a la Cámara
Por la cámara baja de la rama legislativa han pasado Otto Morales Benítez, José Luis Aramburo Arango, Gabriel Pérez Roldán, Manuel J. Betancur, Hernán Echeverri Coronado, Alfonso Restrepo Moreno, Guillermo Jaramillo Barrientos, Carlos Mario Londoño Mejía, Guillermo Tascón Villa, Carlos Ignacio Cuervo Valencia y el profesor (no egresado) Bernardo Trujillo Calle (quien también fue alcalde de Medellín), Gustavo Duque Ramírez, Luis Fernando Velásquez Restrepo, Rubiel Valencia Cossio.

##### Otros cargos políticos
Hay que mencionar a Fernando Gómez Martínez quien fue uno de los profesores fundadores de la Universidad y luego gobernador de Antioquia, ministro de Relaciones Exteriores, diplomático y director del diario El Colombiano; el exgobernador de Antioquia y expresidente de la Andi Ignacio Betancur Campuzano, el industrial y alcalde Cívico de la ciudad de Medellín, Jorge Molina Moreno o el decano Jorge Botero Ospina, quien fuera alcalde de Medellín. Ocupó el mismo cargo el exprofesor bolivariano Bernardo Trujillo Calle. También se destaca el exgobernador de Antioquia (en 1958) y empresario Darío Múnera Arango, el dirigente político Bernardo Penagos Estrada, quien fuera diputado a la Asamblea de Antioquia y secretario de gobierno departamental; el alcalde de Medellín e industrial Pablo Peláez González (asesinado por la mafia en 1989) y el miembro de la Asamblea Nacional Constituyente de 1991, Hernando Londoño Jiménez, así como el concejal, diputado, senador y representante a la Cámara, Luis Fernando Velásquez Restrepo. Deben incluirse también, entre los más recientes, los nombres del exconcejal de Medellín Esteban Escobar y los exdiputados a la Asamblea de Antioquia Santiago Tobón Echeverry, Jaime Zapata y Guillermo Cuartas, así como el Superintendente de Notariado y Registro y exsenador, Jorge Enrique Vélez. Paso fugaz por la política tuvieron el profesor Jaime Arrubla Paucar, quien fue candidato a la Alcaldía de Medellín en el año 2000 y el profesor Julio González Villa, quien aspiró a la Asamblea Departamental y en el año 2021 ocupó una curul en el Concejo de Medellín. Manuel Villa fue designado Secretario Privado de la Alcaldía de Medellín durante el mandato de Federico Gutiérrez. Finalmente, el egresado de posgrado y exconsejero de Estado Enrique Gil Botero fue designado como Ministro de Justicia del segundo gobierno de Juan Manuel Santos.

#### En la diplomacia
En la diplomacia se han destacado Iván Darío Cadavid Arango (Embajador en México, Cónsul en Polonia y Ministro Plenipotenciario de la Embajada de Colombia, Consejero Presidencial), Carlos Mario Londoño Mejía (Embajador en Portugal), Jaime Sanín Echeverry (Cónsul en Génova), Guillermo Tascón Villa (Embajador en Funciones en Alemania en el gobierno del presidente Alfonso López Michelsen, quien ya antes había ocupado cargos en el alto gobierno, como Secretario del Consejo de Ministros y Secretario Privado de la Presidencia de la República durante el gobierno del Presidente Misael Pastrana Borrero). Fue embajador en Chile Abel Naranjo Villegas. Más recientemente, ocupó el mismo cargo el profesor Jesús Vallejo Mejía (durante el gobierno de Álvaro Uribe), al paso que el egresado y profesor Héctor Quintero Arredondo fue embajador del mismo gobierno ante el Perú. También están en este apartado Juan Luis Mejía Arango (Cónsul de Colombia en Sevilla, España), Rubiel Valencia Cossio (Representante ante la ONU, Embajador en Austria y Cónsul en Boston) y su hermano Ramiro Valencia Cossio (Embajador de Colombia en Nueva Zelanda), así como Blanca Silvia Castaño (embajadora del gobierno de Álvaro Uribe en Malasia).

#### En la industria y el mundo empresarial
En este grupo figuran el ya citado Darío Múnera Arango, por muchos años presidente de Coltabaco; de esta empresa fue vicepresidente jurídico durante muchos años (hasta su fallecimiento) el egresado y director del departamento de derecho laboral, Julio César Betancur; el expresidente de la ANDI Ignacio Betancur Campuzano y Samuel Muñoz Duque, quien fuera muchos años presidente de la Compañía Nacional de Chocolates. Así mismo, resalta Jorge Molina Moreno, presidente de la Compañía Suramericana de Seguros y por muchos años alcalde cívico de Medellín. Se destaca a su turno el empresario taurino y de los seguros Santiago Tobon Echeverry y los ex decanos Jairo Escobar Padrón, quien fuera Presidente de la Bolsa de Valores de Medellín, y Luis Fernando Uribe Restrepo, que ocupó el mismo cargo, además de la Presidencia de la Comisión Nacional de Valores, la presidencia de Proantioquia y fue Secretario Jurídico de la Presidencia de la República durante el gobierno de César Gaviria Trujillo. 
También se destacan el expresidente de Bancolombia Carlos Raúl Yepes Jiménez y el director seccional de Fenalco, Sergio Ignacio Soto (fallecido). El decano Jaime Arrubla Paucar ha sido presidente de la Junta Directiva del Grupo Sura, y Juan Francisca Llano presidenta de la empresa; Luis Alberto Botero Gutiérrez fue gerente de asuntos legales del Grupo Suramericana y Alberto Echavarría, vicepresidente jurídico de la Asociación Nacional de Empresarios (ANDI), quien en tal calidad fue designado miembro titular, en representación de los empleadores de Colombia, del Consejo de Administración de la OIT en el período 2015-2018, cargo que también ocupó Juliana Manrique Sierra desde 2024. Por su parte, el egresado Juan David Pérez Ortiz fue presidente del Atlético Nacional, y el exconcejal de Medellín Esteban Escobar Vélez fue director deportivo del mismo club. Lina Vélez de Nicholls ha sido presidenta ejecutiva de la Cámara de Comercio de Medellín desde 2002, y Camila Escobar Vargas lo es de la Cámara de Comercio del Oriente Antioqueño desde 2022. Juan Carlos Salazar Gómez fue director de la Aerocivil y ha sido secretario general de la OACI.

#### En la judicatura
Además de los ya mencionados magistrados de las altas cortes, se destacan Fernando Uribe Restrepo, egresado de esta universidad, fue magistrado y Presidente de la Corte Suprema de Justicia (conocido por haberse salvado de perecer en la fatídica toma de 1985, por encontrarse fuera del país), quien luego asumió la presidencia del Tribunal Andino del Acuerdo de Cartagena. Merece un renglón especial Fanny González Franco, primera mujer egresada de la Facultad (en 1958) y primera mujer en ser nombrada como magistrada en la Corte Suprema de Justicia, quien falleciera, ejerciendo ese cargo, en la sangrienta toma de noviembre de 1985 al Palacio de Justicia junto al también egresado y exdecano Darío Velásquez Gaviria, también magistrado. El romanista Lucrecio Jaramillo Vélez fue, también, magistrado del Consejo de Estado, cargo que ocupaba cuando falleció en 1972. El exmagistrado del Tribunal Administrativo de Antioquia y consejero de Estado (y presidente de esa Corporación en 2017, Jorge Octavio Ramírez Ramírez es egresado de pregrado y posgrado y ha sido profesor durante muchos años. La Consejera de Estado (y ex decana de la Facultad de Derecho de la Universidad de Antioquia) Martha Nubia Velásquez Rico es egresada del posgrado en derecho administrativo, al igual que el exmagistrado del mismo tribunal y exmiembro de la Comisión Interamericana de Derechos Humanos y Ministro de Justicia Enrique Gil Botero.
Pero además de ellos y de los mencionados, vale la pena incluir en este grupo al tratadista, exmagistrado del Tribunal Superior de Medellín y académico Jaime Soto Gómez; el decano Juan Guillermo Jaramillo, quien siendo magistrado por muchos años del Tribunal Superior de Medellín obtuvo la medalla "José Ignacio de Márquez" al mejor magistrado del país. Debe destacarse también a Álvaro Medina Ochoa, magistrado de la Sala Penal del Tribunal Superior de Medellín, asesinado por la mafia. En la historia reciente, se destaca también Néstor Raúl Correa Henao, quien fuera magistrado del Consejo Superior de la Judicatura y primer secretario de la Jurisdicción Especial de Paz, creada como consecuencia del acuerdo firmado por el gobierno de Juan Manuel Santos con las FARC.

### Honoris causa
En 1945 se le otorgó el doctorado Honorio causa al exministro Esteban Jaramillo. En 1950, se concedió el doctorado honoris causa al exmagistrado de la Corte Suprema de Justicia Miguel Moreno Jaramillo, quien fuera uno de los profesores fundadores. En el año 2009, el título honoris causa le fue concedido al conocido tratadista francés de derecho civil, François Chabas. En 2011 le fue conferido el mismo honor al alemán Robert Alexy, pero la investidura correspondiente nunca tuvo lugar, pues el evento fue cancelado después de haberse aprobado por las autoridades académicas la distinción. .

## Revista Facultad de Derecho y Ciencias Políticas
La Revista Facultad de Derecho y Ciencias Políticas  es el órgano de difusión oficial de la producción académica de la Escuela. Fue fundada en 1950, y ha publicado más de cien números desde entonces. Solo entre los años 2000 y 2006 dejó de publicarse. 
El Consejo Editorial está compuesto por reconocidos miembros de la comunidad académica nacional e internacional y con un Comité Científico que se encarga precisamente de velar por la calidad científica del material publicable, lo que permite indexar sus artículos en las redes internacionales.
Desde comienzos del año 2006, la Revista inició un profundo proceso de transformación para adaptar esta publicación, que data de 1950, a los cánones de las publicaciones contemporáneas. En la actualidad, cuenta con una versión digital disponible en Lexbase, y la totalidad de sus artículos son evaluados por pares académicos especialmente calificados.
Para remitir material publicable o solicitar cualquier información sobre la Revista se puede contactar a la coordinación en el correo electrónico: revistaderecho@upb.edu.co